# Jennifer Stone
Jennifer Lindsay Stone (ur. 12 lutego 1993 w Arlington) – amerykańska aktorka, występowała w roli Harper Finkle z serialu Czarodzieje z Waverly Place oraz w roli Harriet M. Welsch z filmu Harriet szpieguje: Wojna blogów.

## Filmografia

### Film
- 2003, Wakacje Waltera jako Martha
- 2009, Tatastrofa jako Debbie
- 2009, Czarodzieje z Waverly Place: Film jako Harper Finkle
- 2010, Harriet szpieguje: Wojna blogów jako Harriet M. Welsch
- 2011, Mean Girls 2 jako Abby Hanover
- 2011, Holly, Jingles and Clyde 3D jako ?
- 2013, Powrót czarodziejów: Alex kontra Alex jako Harper Finkle
- 2013, Nothing Left To Fear jako Mary

### Seriale
- 2004, Line of Fire jako Lily O’Donnell
- 2005, Bez śladu jako Brittany
- 2005, Dr House jako Jessica Simms
- 2007, Czarodzieje z Waverly Place jako Harper Finkle
- 2009, Fineasz i Ferb jako Amanda
- 2009, Wizards on Deck with Hannah Montana jako Harper Finkle